# Combat box

Combat box di una squadriglia di 12 bombardieri B-17 sviluppata nell'ottobre 1943. Tre di questi box formavano un group box di 36 aerei
1. Lead Element
2. High Element
3. Low Element
4. Low Low Element

Il combat box era la formazione tattica di combattimento usata dai bombardieri pesanti strategici dell'United States Army Air Force durante la seconda guerra mondiale. Il combat box era anche conosciuto con il termine "staggered formation" (formazione sfalsata). I vantaggi di questa formazione erano: dal punto di vista difensivo, la capacità di fornire una grande potenza di fuoco con le mitragliatrici pesanti dei bombardieri, e dal punto di vista offensivo la possibilità di sganciare il carico bellico in poco tempo e concentrato sull'obiettivo.
Inizialmente questa formazione venne ideata per seguire la dottrina pre-bellica dell'United States Army Air Corps che prevedeva che i bombardieri pesanti schierati in formazioni concentrate avrebbero potuto attaccare e distruggere gli obiettivi di giorno e senza la scorta di caccia, fidando sulla cortina di fuoco fornita dalle numerose mitragliatrici pesanti Browning M2 di cui erano equipaggiati. Inoltre la tattica dei bombardieri dell'USAAF di volare ad alta quota richiedeva l'impiego di un sistema di sgancio delle bombe concentrato e quindi il combat box continuò ad essere impiegato per la sua efficacia offensiva anche dopo l'arrivo di efficienti caccia di scorta che, volando molto più avanti dei combat box in missioni di superiorità aerea contro i caccia tedeschi, ridussero fortemente la minaccia delle difese aeree avversarie.
L'ideazione del combat box è stata accreditata al colonnello Curtis LeMay, comandante del 305th Bombardment Group in Inghilterra nel 1942-1943; in realtà la Eighth Air Force stava sperimentando differenti formazioni tattiche fin dall'epoca della sua prima missione di bombardamento in Europa, il 17 agosto 1942, alcune delle quali erano conosciute già come boxes. Il gruppo di LeMay creò nel dicembre 1942 il combat box "Javelin Down" e questa formazione divenne la base per le varianti di combat box che furono impiegate in seguito.
La consuetudine di definire "box" una formazione concentrata di aerei deriva dalle immagini in diagramma dall'alto, di profilo e di fronte, che sembrano posizionare ogni singolo bombardiere in una invisibile area a forma di scatola.

## Storia

### Gli esperimenti della Eighth Air Force nel 1942
Le prime dieci missioni della Eighth Air Force nell'agosto 1942 furono penetrazioni veloci in Francia fortemente protette dai caccia di scorta Supermarine Spitfire della RAF. I bombardieri quadrimotori statunitensi Boeing B-17 Flying Fortress volavano in squadroni di sei aerei con una distanza di 3-6 chilometri tra gli squadroni per evitare collisioni in aria tra gli equipaggi ancora inesperti. Questa formazione in squadroni di sei aerei non permetteva il supporto reciproco ma era semplice e facile da controllare. I bombardieri dello squadrone volavano su tre altitudini diverse con approssimativamente 45 metri di distanza tra il più alto e il più basso e, a parte la coppia di testa, non erano in grado di supportarsi reciprocamente.
Progressivamente le missioni dell'Eight Air Force divennero più complesse con un maggior numero di bombardieri impegnati in operazioni più in profondità nel territorio nemico; inoltre le difese tedesche migliorarono in efficienza. L'alto comando delle forze aeree statunitensi riconobbe la necessità di formazioni di bombardieri più compatte e quindi decise di ritornare alla formazioni a V di tre aerei (Vee formation), tipica del periodo pre-bellico. Gli squadroni erano formati da tre di queste V, tutti in volo alla stessa altitudine; due squadroni formavano un gruppo con il secondo squadrone schierato a destra e più in alto. L'intera formazione si dimostrò difficile da manovrare e lasciava molti mitraglieri dei bombardieri con ridotti campi di tiro.
I due gruppi di bombardieri pesanti assegnati per primi all'Eighth Air Force, furono trasferiti in Nord Africa per partecipare all'operazione Torch e furono rimpiazzati a ottobre-novembre 1942 da quattro nuovi gruppi di B-17 (306th, 91st, 303rd e 305th Bomb Group), e due gruppi di Consolidated B-24 Liberator (44th e 93rd Bomb Group); inizialmente ogni gruppo sperimentava una propria formazione di volo e le prime missioni furono intralciate da numerosi fallimenti per problemi meccanici che impedirono lo sviluppo di efficaci schemi di volo.
Tra il novembre 1942 e la fine dell'anno vennero adottate varie configurazioni di formazione per ottenere tre scopi principali: raggiungere gli obiettivi colpendo con precisione, limitare le perdite e ottimizzare la capacità di fuoco difensivo dei bombardieri. Divenne inoltre importante variare le tattiche sulla base anche dei metodi impiegati dal nemico per contrastare i bombardieri strategici. A partire dal 1943 i piloti da caccia della Luftwaffe passarono a tattiche più aggressive che prevedevano l'attacco frontale contro la parte dei bombardieri dotata di minore potenza di fuoco difensiva. Personaggio di importanza decisiva per lo sviluppo e l'introduzione del combat box fu il colonnello Curtis LeMay, comandante del 305th Bomber Group che creò la cosiddetta formazione "Javelin Down".

### Il combat box di LeMay

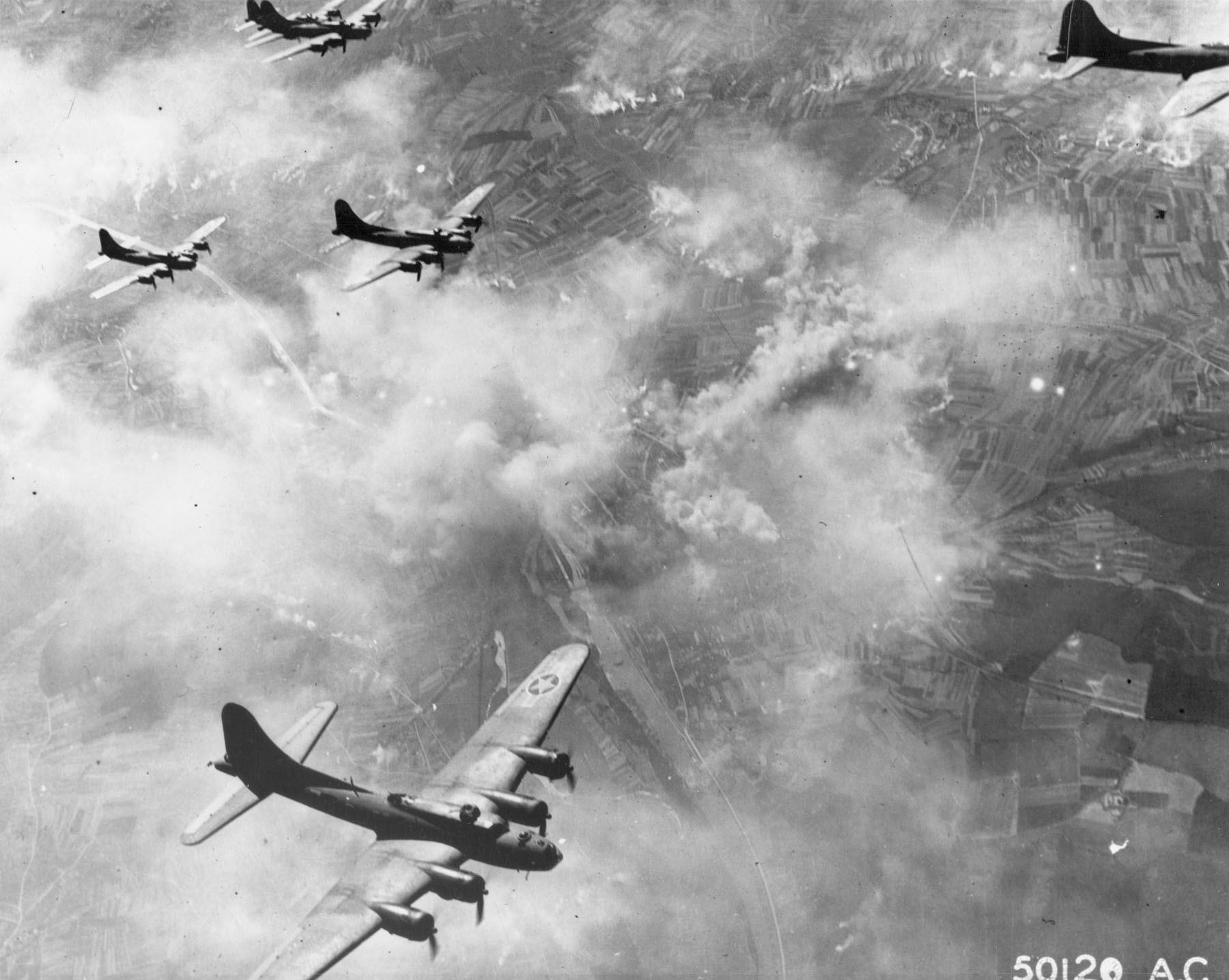
Formazione di bombardieri B-17 in volo sopra Schweinfurt il 17 agosto 1943.

Il colonnello LeMay era un ufficiale estremamente energico e combattivo, assolutamente deciso a proseguire con la massima determinazione le missioni di bombardamento strategico; egli riteneva essenziale adottare una formazione che garantisse il raggiungimento dell'obiettivo e la precisione del bombardamento, inoltre lo schieramento di volo avrebbe dovuto consentire di limitare le perdite e respingere gli attacchi della caccia tedesca dimostrando la validità della strategia generale dell'USAAF di bombardamento diurno ad alta quota senza scorta di caccia.

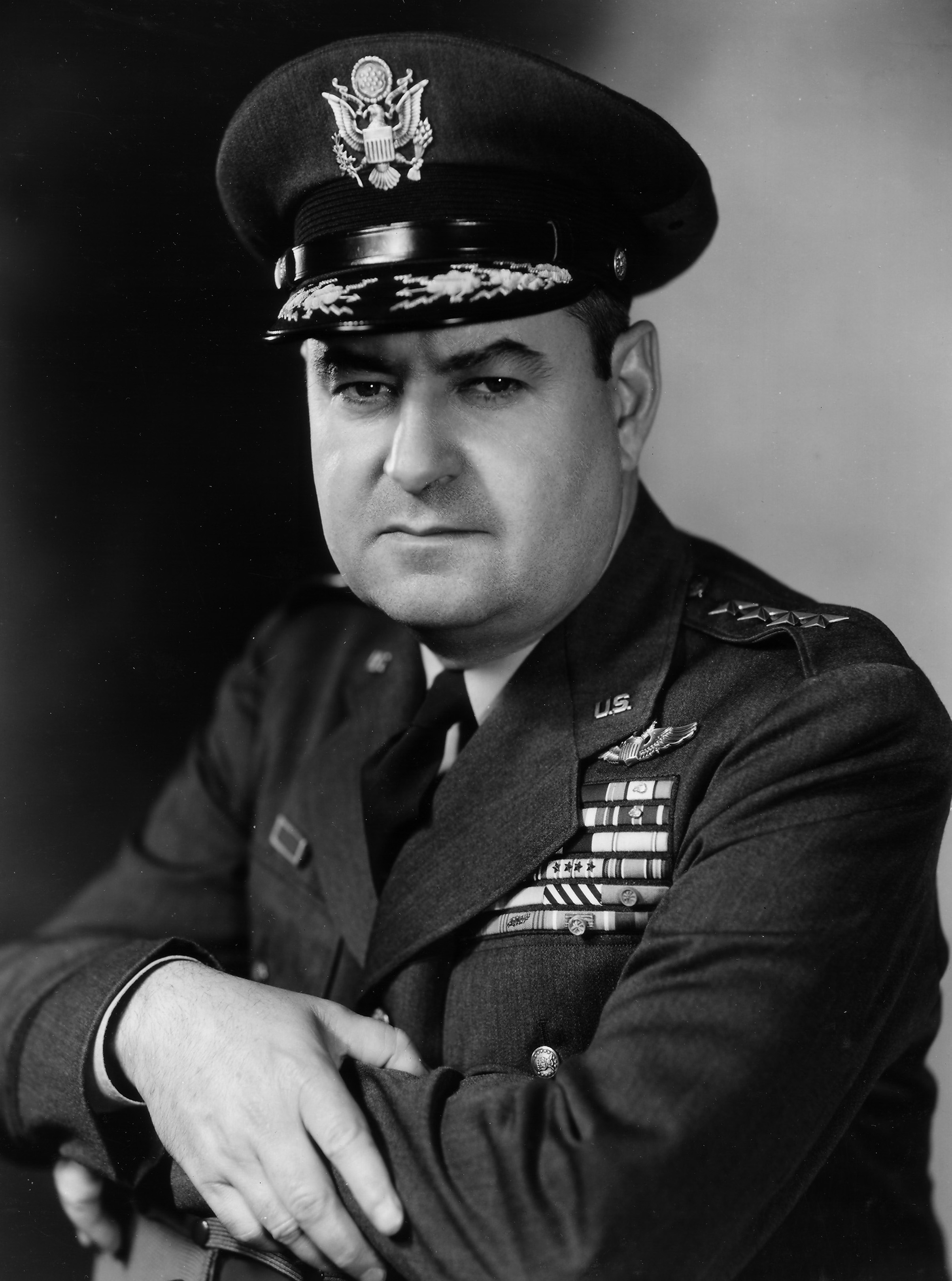
Il colonnello Curtis LeMay fu il principale ideatore delle formazioni combat box.

LeMay diede precise disposizioni ai suoi uomini: la formazione di bombardamento avrebbe dovuto essere mantenuta a tutti i costi e gli aerei avrebbero dovuto volare ad alta quota diritti sull'obiettivo evitando assolutamente anche se attaccati dai caccia e bersagliati dalla contraerea, manovre evasive che avrebbero disperso la formazione. Volando dritti ad alta quota e ad alta velocità i bombardieri avrebbero ridotto i tempi di percorrenza nella zona di pericolo raggiungendo prima l'obiettivo, che inoltre sarebbe stato colpito con precisione grazie al sistema di puntamento Norden. Infine lo schieramento "Javelin Down" ideato da LeMay avrebbe ottimizzato le notevoli capacità difensive dei bombardieri che avrebbero potuto organizzare una cintura di fuoco con le loro numerose e potenti mitragliatrici pesanti. Per superare i dubbi dei suoi subordinati e galvanizzare i suoi uomini, LeMay minacciò la corte marziale per gli equipaggi che non avessero eseguito la loro missione rompendo la formazione, ma affermò anche che egli avrebbe guidato personalmente, volando nel bombardiere di testa, gli aerei sull'obiettivo.
Lo schema del combat box di LeMay prevedeva che tre squadron, ognuno formato da 6-7 bombardieri, volassero disposti diagonalmente su quote diverse in direzione del sole; i tre squadron, denominati High element, quello più in alto, Lead element, quello in mezzo, e Low element, quello più in basso, erano formati ognuno da due pattuglie di tre bombardieri ciascuna disposta nella classica V formation (formazione a V). Nella formazione a V, l'aereo centrale era il Leader mentre quello a destra era il Deputy Leader, "vice-comandante". La formazione era sfalsata e la seconda V del Low element era in asse in diagonale con la seconda V del High element in volo più in alto. Il gruppo di LeMay volava con questa disposizione e ogni combat box di 18 aerei era distanziato di circa 2,5 chilometri dagli altri; il successivo combat box seguiva circa 30 metri più in basso della quota del Lead element, mentre gli altri volavano a sinistra o a destra del Lead element in base alla posizione del sole. LeMay mise in pratica le sue tattiche il 23 novembre 1942 guidando personalmente nel bombardiere di testa le combat box del 305th Bomb Group contro il porto francese di Saint-Nazaire; l'incursione fu un brillante successo; gli aerei volarono dritti ad alta quota sopra l'obiettivo senza subire perdite e colpendo con precisione. Alla fine dell'anno 1942 la formazione "Javelin Down" con 18-21 aerei era ormai impiegata da tutti i gruppi della Eight Air Force.

### Wing box
La formazione combat box ideata da LeMay era stata studiata per comprendere tutti gli aerei di un gruppo da bombardamento, ma con il trascorrere dei mesi del 1943 la forza numerica dell'Eighth Air Force crebbe continuamente e gli ufficiali statunitensi iniziarono ad impiegare varianti più grandi di combat box per inserire in una sola formazione compatta tre interi gruppi di bombardieri. Venne così costituita la combat wing con 54 aerei; tre gruppi di 18 aerei ciascuno riuniti insieme in combat box, sempre basati sulla formula triangolare con un bombardiere o gruppo di bombardieri leader al centro e due altri bombardieri (o gruppi) in formazione a V, uno a quota più alta e uno più in basso, ravvicinati per garantire la difesa reciproca. Nella nuova variante i gruppi erano disposti in orizzontale e volavano ad altitudine maggiore per ridurre la vulnerabilità agli attacchi degli aerei nemici.

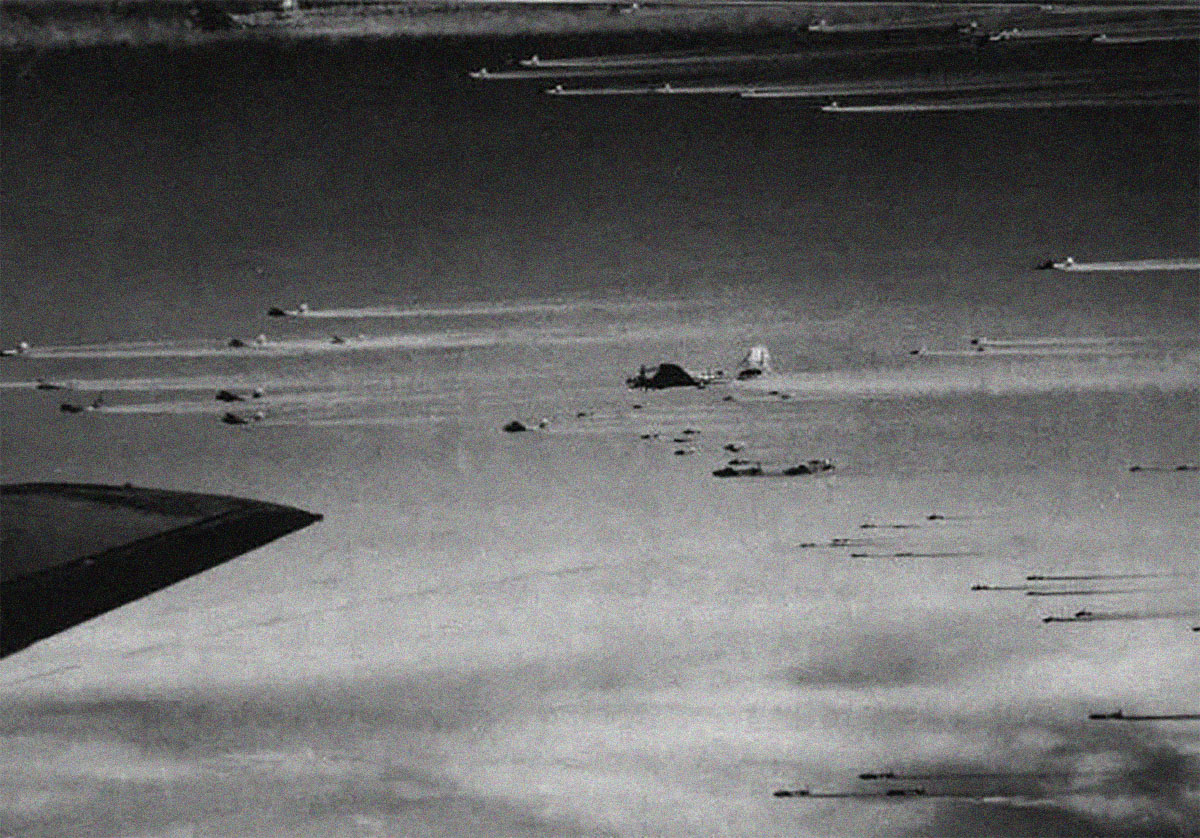
Un Bomber stream ("torrente di bombardieri") di B-17; una serie di combat box in volo sul bersaglio in rapida successione.

La wing box con 54 aerei venne ulteriormente modificata nel tempo per contrastare meglio le nuove tattiche della caccia tedesca che a partire dalla metà del 1943 iniziò a praticare regolarmente il metodo dell'attacco frontale ai bombardieri. Si cercò di rendere la formazione ancora più compatta; inoltre essendo disponibili alla fine di maggio solo quattro gruppi di B-17 nella Eighth Air Force, vennero costituiti gruppi compositi formati da squadroni provenienti da differenti gruppi; in alcune occasioni venne aggiunto un quarto gruppo al wing box che così assunse una forma a diamante. Il quarto gruppo del wing box tuttavia volando in coda alla formazione, spesso si dimostrò vulnerabile alle tattiche della Luftwaffe di attaccare per prime i bombardieri in volo nei punti più esterni della formazione. Il wing box generalmente era disteso per oltre 900 metri in verticale, 2,1 chilometri in profondità e 600 metri orizzontalmente e si dimostrò una formazione efficace ma difficoltosa da conservare in azione; le successive combat wing volavano generalmente a 9,5 chilometri di distanza tra loro.

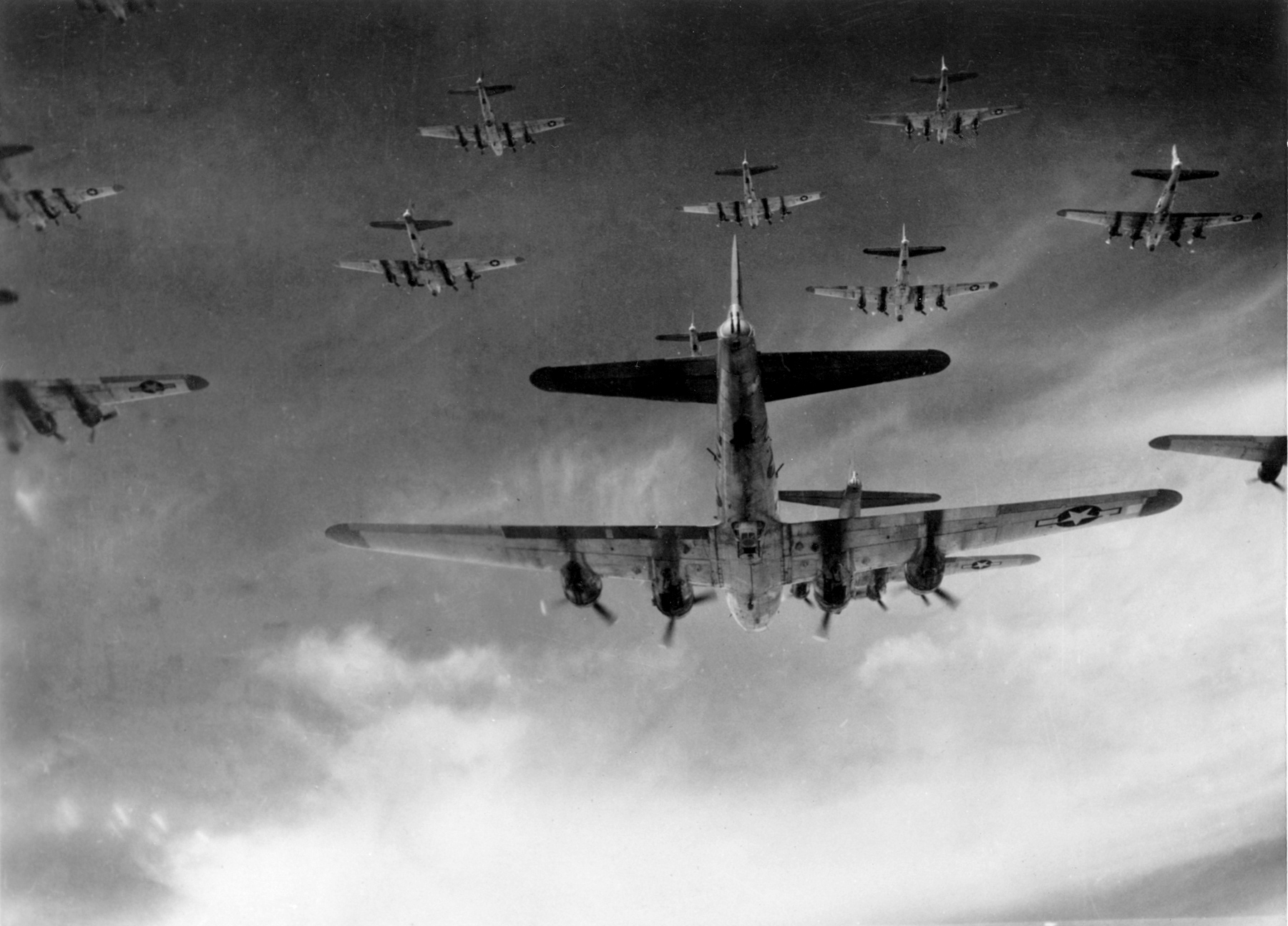
Visione dal basso di un tipico combat box di B-17.

Nel complesso il combat wing poteva impegnare un numero impressionante di armi difensive, costituendo uno sbarramento formidabile contro gli attacchi dei caccia tedeschi; i 54 bombardieri disponevano in totale di 648 mitragliatrici pesanti da 12,7 mm che potevano sparare ciascuna fino a 14 proiettili al secondo alla distanza di 550 metri. Per fronteggiare gli attacchi frontali dei caccia tedeschi, inoltre i bombardieri ricevettero nel giugno 1943 una nuova torretta anteriore equipaggiata con altre due mitragliatrici pesanti che incrementarono ancora la potenza di fuoco difensivo del combat box.
Nonostante la sua potenza e coesione, la formazione wing box aveva alcuni punti deboli; uno dei maggiori svantaggi era costituito da fatto che gli elementi in volo più in basso e più in alto, volando alle due estremità della formazione, erano più vulnerabili e avevano una minore protezione; inoltre poteva esserci il rischio che un aereo fosse colpito dalle bombe sganciate dai bombardieri in volo più in alto se avesse perso la posizione nel box. Nell'estate 1943 l'Eighth Air Force accrebbe in modo straordinario le sue forze fino a schierare 16 gruppi di B-17 e 4 gruppi di B-24, mentre a giugno 1944 avrebbe raggiunto i 39 gruppi in servizio attivo; le tabelle organizzative regolari furono aggiornate e i gruppi di bombardieri pesanti incrementarono la loro forza numerica da 35 a 62 aerei, grazie all'enorme afflusso di nuovi bombardieri a partire dall'autunno 1943; l'impiego di gruppi compositi venne abolito e molti gruppi iniziarono a portare in volo due box contemporaneamente nella stessa missione.
Il wing box con 54 aerei impiegato dai B-17 dell'Eighth Air Force richiedeva esperienza, abilità e disciplina da parte degli equipaggi per mantenere la corretta formazione; turbolenze nel volo dei bombardieri di testa potevano aggiungere ulteriori difficoltà per mantenere la posizione all'interno dei vari box. La formazione con 54 aerei era stata studiata soprattutto per fornire una grande potenza di fuoco difensivo in un periodo in cui la minaccia principale ai bombardieri era costituita dai caccia della Luftwaffe, ma a partire dal maggio 1944, l'arma tedesca più pericolosa per gli aerei della Eighth Air Force divenne la FlaK, l'artiglieria contraerea; in queste condizioni gli alti comandi decisero di tornare al combat box con 36 aerei schierati in formazione meno serrata. Questa disposizione venne impiegata regolarmente nell'ultima parte della guerra, tranne quando si prevedeva di incontrare una forte opposizione aerea da parte dei caccia tedeschi.

### Ulteriori varianti di combat box

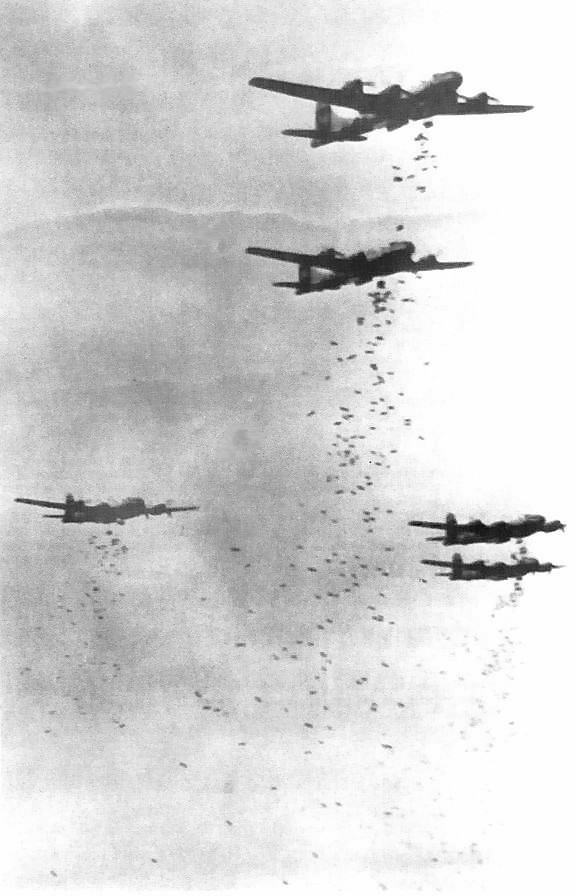
Combat box di bombardieri Boeing B-29 Superfortress in volo livellato per sganciare il carico bellico sul Giappone.

Nell'ottobre 1943 entrò per la prima volta in azione il Pathfinder group equipaggiato con guida radar, ritenuto necessario per migliorare i risultati del bombardamento in avverse condizioni atmosferiche dei combat box con 36 aerei. Inoltre per minimizzare i rischi di collisione, si decise di raddoppiare da due a quattro gli elementi di tre aerei in ogni squadrone e di disporre tutti e tre i bombardieri alla stessa altitudine.
Il colonnello LeMay, che era stato trasferito al comando della 3rd Bomb Division, introdusse subito la nuova combat box con dodici aerei schierati in formazione a diamante, ritenendola superiore alle altre tattiche; egli quindi, quando nell'agosto 1944 venne promosso generale di brigata e trasferito sul fronte del Pacifico e del Sud-Est Asiatico per prendere il comando della Twentieth Air Force in India con l'incarico di sferrare l'operazione Matterhorn, adottò questa formazione per i suoi bombardieri strategici ultrapesanti Boeing B-29 Superfortress. Venne anche studiata una variante con una formazione con quattro squadroni di nove aerei ciascuno schierati a diamante, per migliorare la concentrazione del rilascio delle bombe.
In questa formazione ogni wing box seguiva la scia del precedente e lo schieramento era anche più facile da scortare e proteggere. La posizione ravvicinata dei quattro squadroni tuttavia era difficoltosa da conservare e incrementava il rischio che un bombardiere volante più in basso fosse colpito dalle bombe sganciate dai bombardieri più in alto. In situazione particolari il box con 36 aerei rinunciava allo squadrone più in basso per ridurre questi rischi. I combat box con 36 o 27 bombardieri furono universalmente impiegati nel 1944, anche se fu sviluppata per i B-24 della Eighth Air Force e della Fifteenth Air Force una formazione a diamante con quattro squadroni di dieci aerei ciascuno.
Durante l'inverno 1944-45 divenne prioritario ridurre le perdite di bombardieri causate dalla FlaK. Il combat box con 27 aerei divenne la formazione di base per i B-17 per tutto il 1945, ampiamente distanziato lateralmente per evitare danni catastrofici all'intera formazione in caso di singolo colpo a segno del nemico. Inoltre i bombardieri d'ala volavano più in avanti degli elementi leader, creando in questo modo un box che era disteso su 230 metri verticalmente, 200 metri in profondità e 360 metri lateralmente. Questa versione finale del combat box permetteva eccellenti modalità di rilascio del carico bellico, era facile da controllare e mantenere e riduceva il bersaglio per la contraerea tedesca

### Le formazioni dei B-24 Liberator della Eighth Air Force

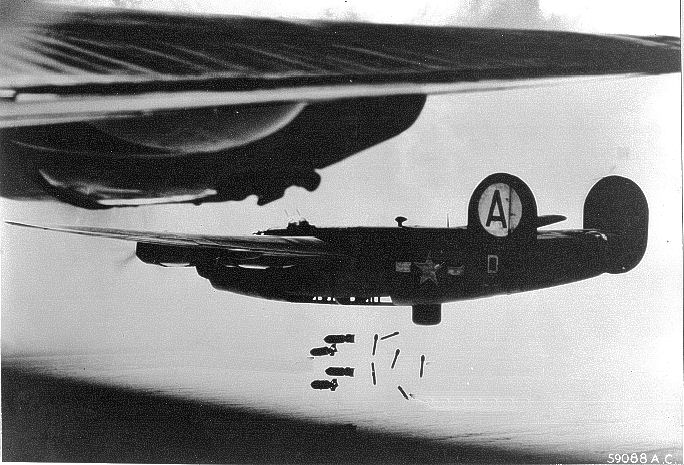
B-24 Liberator del 482th Bomb Group "Pathfinder".

Il bombardieri B-24 Liberator della 2nd Air Division dell'Eighth Air Force avevano maggiori difficoltà rispetto ai B-17 a mantenere la formazione ad alta quota con una visibilità inferiore per gli equipaggi a causa delle ridotte superfici vetrate dell'aereo; di conseguenza i B-24 usavano spesso una variante con 27 aerei del classico combat box. Un elemento di ogni squadrone, normalmente il più in alto dello squadrone leader in alto a destra, e il più in basso dello squadrone in basso a sinistra, era mantenuto fuori dalla formazione in modo che potesse trovarsi fianco a fianco con gli elementi in coda. Con questa variante il combat box dei B-24 manteneva una formazione in linea di 740 metri in orizzontale, 210 metri in verticale e solo 100 metri di profondità; questa disposizione riduceva però sensibilmente il tempo di passaggio sull'obiettivo.
Il 96th Bomb Wing modificò ulteriormente la formazione in missione di combattimento, spostando lo squadrone leader in una posizione più elevata in quota, con il secondo squadrone subito dietro e 45 metri più in basso e il terzo squadrone in fila dietro il secondo e altri 45 metri più in basso. Questa formazione si dimostrò molto efficace e precisa sul bersaglio, raggiungendo devastanti effetti distruttivi negli ultimi mesi di guerra.

### I combat box della Fifteenth Air Force
La Fifteenth Air Force sul teatro del Mediterraneo era costituita principalmente da bombardieri B-24 che volavano ad un'altitudine di circa 1.500 metri più in basso dei B-17 della Eighth Air Force; dal dicembre 1943 al luglio 1944 questa forza aerea impiegò una formazione group box più grande, denominata "six-box formation", costituita da 40 aerei, con il gruppo suddiviso in due unità di venti bombardieri ciascuna, disposti uno dietro l'altra, e con ognuna delle due unità organizzata in combat box di tre squadroni.

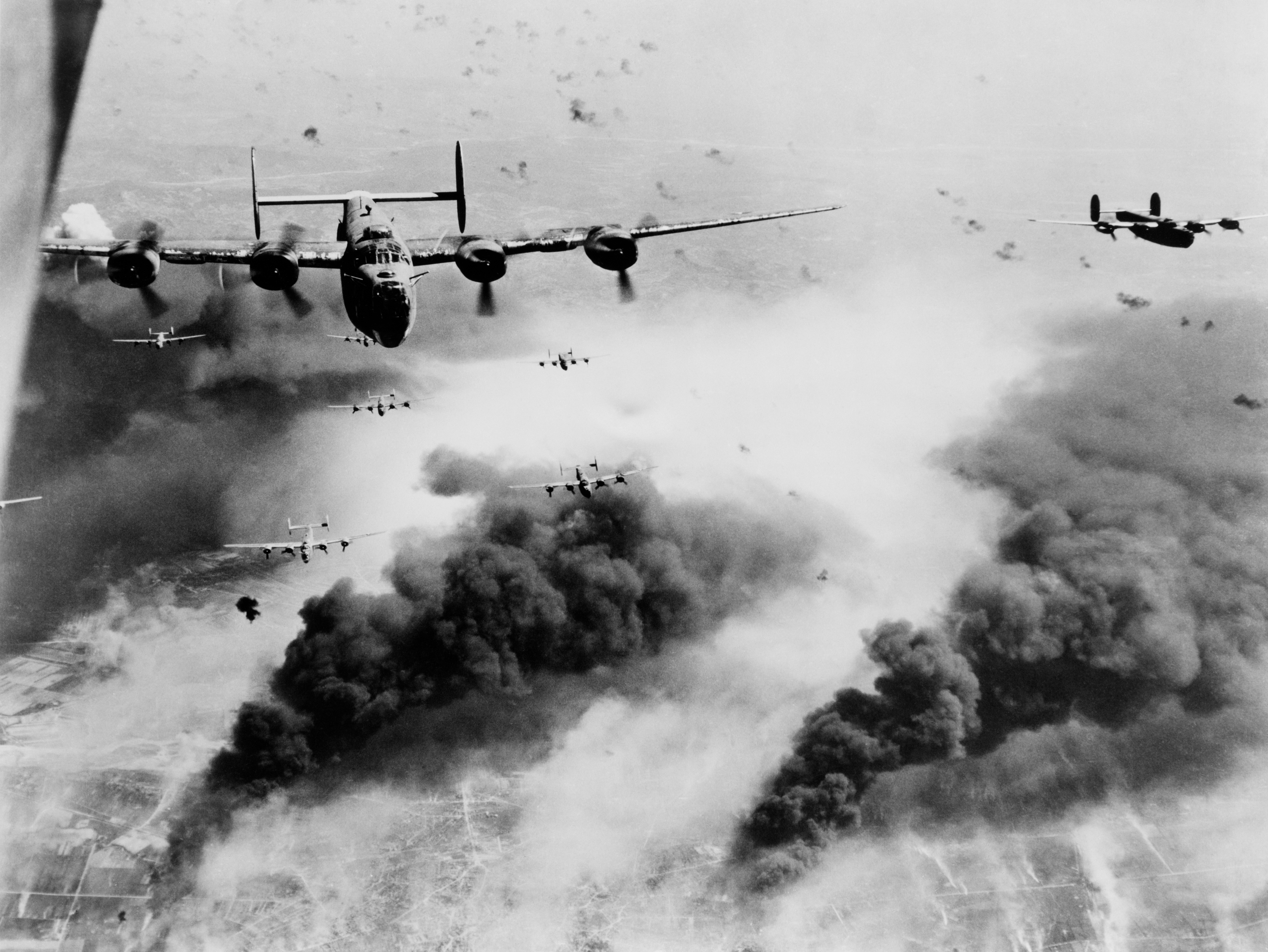
B-24 Liberator durante il drammatico bombardamento di Ploiești, in Romania, il 1 agosto 1943.

Lo squadrone centrale (able box) della prima unità era una formazione composita di sei aerei tra cui il leader del gruppo e il vice comandante in volo sulla sua destra; i sei bombardieri volavano in formazione a V, sfalsati in altezza. Dai due lati dello squadrone del leader volavano altri box di sette bombardieri, denominati, quello sulla destra baker box e quello sulla sinistra charlie box; anche questi squadroni adottavano la formazione a V di tre aerei con un bombardiere aggiuntivo in volo nello spazio di retrovia al centro di ciascun squadron box (cosiddetta sesta posizione); questo sistema era noto come "Tail-end Charlie". In questa posizione era generalmente schierato il bombardiere con l'equipaggio meno esperto dello squadrone ed era vulnerabile agli attacchi dei caccia nemici. La seconda unità del group box era configurata nello stesso modo e i suoi box erano identificati con le denominazioni  dog, easy, e fox; questa unità volava circa 150 metri più in basso della prima unità.
Poiché era molto estesa lateralmente, questa formazione con sei box non era molto compatta; inoltre era difficoltosa da mantenere e quindi era meno efficiente dal punto di vista della precisione del bombardamento. Nell'estate 1944 la Fifteenth Air Force iniziò ad adottare una formazione a diamante che migliorò l'accuratezza del bombardamento ma ebbe anche conseguenze negative con l'incremento delle perdite causate dalla FlaK tedesca. Questa formazione riduceva il numero dei box da sei a quattro, ognuno con tre elementi di tre aerei più un "Tail-end Charlie". La formazione con quattro box si dimostrò più facile da organizzare e disporre in volo, inoltre consentiva un rilascio più raggruppato del carico bellico e forniva una potenza di fuoco difensivo più concentrata contro i caccia avversari.